# Lista de canções gravadas por Radiohead

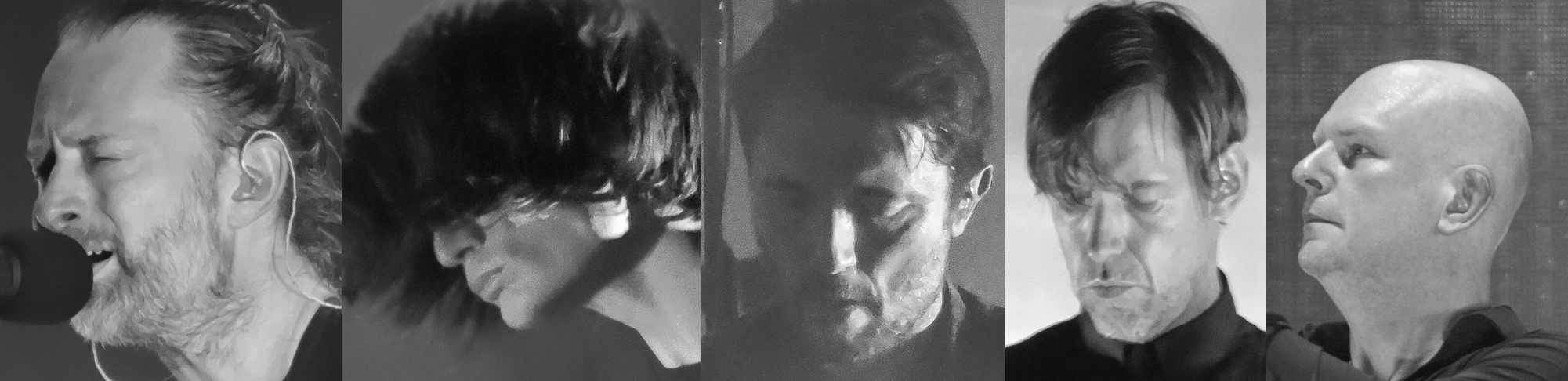
Radiohead em meados da década de 2010; da esquerda para a direita: Thom Yorke, Jonny Greenwood, Colin Greenwood, Ed O'Brien e Philip Selway

Desde sua estreia em 1992, a banda inglesa de rock Radiohead gravou mais de 160 canções, a maioria creditada à banda como um todo. Eles trabalham com o produtor Nigel Godrich desde 1994. Vários de seus álbuns são frequentemente classificados entre os melhores de todos os tempos.
Seu primeiro álbum de estúdio, Pablo Honey (1993), precedido pelo single "Creep", apresenta um som que lembra bandas de rock alternativo, como Pixies e Nirvana. The Bends (1995) marcou um movimento em direção ao "rock melódico", com letras mais enigmáticas sobre tópicos sociais e globais, e elementos de Britpop. OK Computer (1997), o primeiro álbum de Radiohead produzido por Godrich, apresenta letras mais abstratas que refletem temas de alienação moderna, e canções sutis, complexas e texturizadas.
Kid A (2000) e Amnesiac (2001), gravados nas mesmas sessões, marcou uma mudança drástica no estilo, incorporando influências de música eletrônica, música clássica do século XX, krautrock e jazz. O sexto álbum de Radiohead, Hail to the Thief (2003), combina música eletrônica e rock com letras escritas em resposta à Guerra ao Terror. Radiohead lançou seu sétimo álbum, In Rainbows (2007), como um download no formato pague quanto quiser. Ele incorpora rock alternativo e art pop com letras mais pessoais e "universais". Outtakes do álbum foram lançados em In Rainbows Disk 2 (2007). Em 2009, Radiohead lançou dois singles não incluídos em álbuns: "Harry Patch (In Memory Of)", um tributo ao último soldado sobrevivente da Primeira Guerra Mundial Harry Patch, e "These Are My Twisted Words", de download gratuito.
O oitavo álbum de Radiohead, The King of Limbs (2011), enfatiza a seção rítmica com extenso uso de sampling e loops. A banda lançou quatro singles sem álbum em 2011: "Supercollider" e "The Butcher", seguidos por "The Daily Mail" e "Staircase". Após um hiato, Radiohead gravou uma canção-título para o filme Spectre, mas foi rejeitada. Seu próximo álbum, A Moon Shaped Pool (2016), incorpora rock artístico e música ambiente, com arranjos de cordas e corais executados pela London Contemporary Orchestra. Em 2017, Radiohead lançou uma remasterização de luxo de OK Computer, OKNOTOK 1997 2017, incluindo canções de lado B e as inéditas "I Promise", "Man of War", e "Lift". Kid A Mnesia, uma reedição de aniversário compilando Kid A, Amnesiac e material inédito, foi lançada em 5 de novembro de 2021.

## Canções
Todas as canções escritas por Thom Yorke, Jonny Greenwood, Colin Greenwood, Ed O'Brien e Philip Selway, exceto onde indicado.

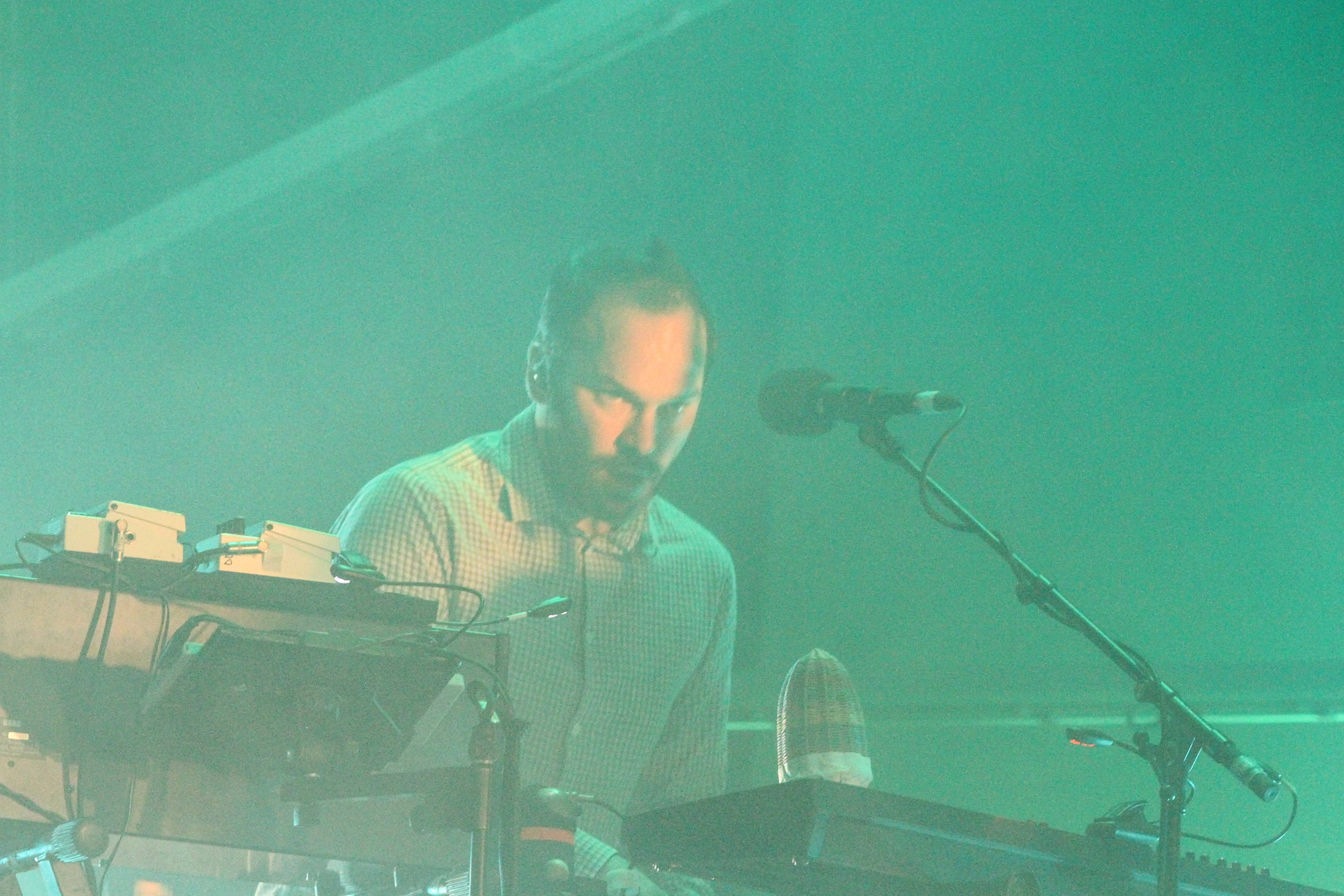
Radiohead trabalhou pela primeira vez com o produtor Nigel Godrich em 1994, quando ele produziu algumas músicas para o EP My Iron Lung (1994). Ele produz todos os lançamentos de Radiohead desde seu terceiro álbum, OK Computer (1997).

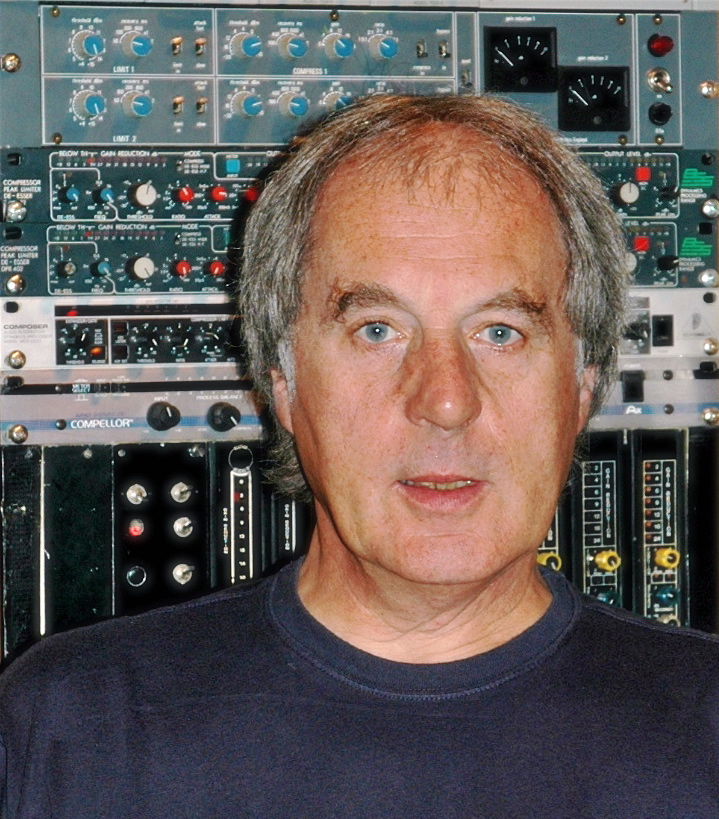
John Leckie produziu o segundo álbum de Radiohead, The Bends (1995).

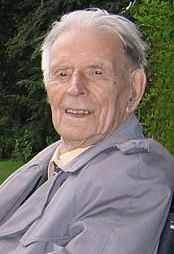
"Harry Patch (In Memory Of)" é uma homenagem ao último soldado combatente sobrevivente da Primeira Guerra Mundial, Harry Patch.

|  | Indica música não produzida ou co-produzida por Nigel Godrich |

| Canção                                                            | Lançamento original                             | Produtores                                                      | Ano  | Ref.   |
| ----------------------------------------------------------------- | ----------------------------------------------- | --------------------------------------------------------------- | ---- | ------ |
| "15 Step"                                                         | In Rainbows                                     | Nigel Godrich                                                   | 2007 | [ 34 ] |
| "2 + 2 = 5"                                                       | Hail to the Thief                               | Nigel Godrich Radiohead                                         | 2003 | [ 35 ] |
| "4 Minute Warning"                                                | In Rainbows Disk 2                              | Nigel Godrich                                                   | 2007 | [ 36 ] |
| "Airbag"                                                          | OK Computer                                     | Nigel Godrich                                                   | 1997 | [ 37 ] |
| "All I Need"                                                      | In Rainbows                                     | Nigel Godrich                                                   | 2007 | [ 34 ] |
| "The Amazing Sounds of Orgy"                                      | Lado B de "Pyramid Song" (CD1)                  | Nigel Godrich Radiohead                                         | 2001 | [ 38 ] |
| "Anyone Can Play Guitar"                                          | Pablo Honey                                     | Sean Slade Paul Q. Kolderie                                     | 1993 | [ 39 ] |
| "Backdrifts"                                                      | Hail to the Thief                               | Nigel Godrich Radiohead                                         | 2003 | [ 35 ] |
| "Banana Co." (ao vivo)                                            | Lado B de "Pop Is Dead"                         | Radiohead Jim Warren                                            | 1993 | [ 41 ] |
| "Bangers + Mash"                                                  | In Rainbows Disk 2                              | Nigel Godrich                                                   | 2007 | [ 36 ] |
| "The Bends"                                                       | The Bends                                       | John Leckie                                                     | 1995 | [ 42 ] |
| "Bishop's Robes"                                                  | Lado B de "Street Spirit (Fade Out)" (CD1)      | John Leckie                                                     | 1996 | [ 43 ] |
| "Black Star"                                                      | The Bends                                       | Radiohead Nigel Godrich John Leckie                             | 1995 | [ 42 ] |
| "Bloom"                                                           | The King of Limbs                               | Nigel Godrich                                                   | 2011 | [ 44 ] |
| "Blow Out"                                                        | Pablo Honey                                     | Sean Slade Paul Q. Kolderie                                     | 1993 | [ 39 ] |
| "Bodysnatchers"                                                   | In Rainbows                                     | Nigel Godrich                                                   | 2007 | [ 34 ] |
| "Bones"                                                           | The Bends                                       | John Leckie                                                     | 1995 | [ 42 ] |
| "Bullet Proof..I Wish I Was"                                      | The Bends                                       | John Leckie                                                     | 1995 | [ 42 ] |
| "Burn the Witch"                                                  | A Moon Shaped Pool                              | Nigel Godrich                                                   | 2016 | [ 45 ] |
| "The Butcher"                                                     | —                                               | Nigel Godrich Radiohead                                         | 2011 | [ 25 ] |
| "Climbing Up the Walls"                                           | OK Computer                                     | Nigel Godrich                                                   | 1997 | [ 37 ] |
| "Codex"                                                           | The King of Limbs                               | Nigel Godrich                                                   | 2011 | [ 44 ] |
| "Coke Babies"                                                     | Lado B de "Anyone Can Play Guitar"              | Jim Warren Chris Hufford                                        | 1993 | [ 46 ] |
| "Creep"                                                           | Pablo Honey                                     | Sean Slade Paul Q. Kolderie                                     | 1993 | [ 39 ] |
| "Cuttooth"                                                        | Lado B de "Knives Out" (CD1)                    | Nigel Godrich Radiohead                                         | 2001 | [ 47 ] |
| "The Daily Mail"                                                  | The King of Limbs: Live from the Basement       | Nigel Godrich Radiohead                                         | 2011 | [ 48 ] |
| "Daydreaming"                                                     | A Moon Shaped Pool                              | Nigel Godrich                                                   | 2016 | [ 45 ] |
| "Decks Dark"                                                      | A Moon Shaped Pool                              | Nigel Godrich                                                   | 2016 | [ 45 ] |
| "Desert Island Disk"                                              | A Moon Shaped Pool                              | Nigel Godrich                                                   | 2016 | [ 45 ] |
| "Dollars and Cents"                                               | Amnesiac                                        | Nigel Godrich Radiohead                                         | 2001 | [ 49 ] |
| "Down Is the New Up"                                              | In Rainbows Disk 2                              | Nigel Godrich                                                   | 2007 | [ 36 ] |
| "Electioneering"                                                  | OK Computer                                     | Nigel Godrich                                                   | 1997 | [ 37 ] |
| "Everything in Its Right Place"                                   | Kid A                                           | Nigel Godrich Radiohead                                         | 2000 | [ 50 ] |
| "Exit Music (For a Film)"                                         | OK Computer                                     | Nigel Godrich                                                   | 1997 | [ 37 ] |
| "Faithless, the Wonder Boy"                                       | Lado B de "Anyone Can Play Guitar"              | Jim Warren Chris Hufford                                        | 1993 | [ 46 ] |
| "Fake Plastic Trees"                                              | The Bends                                       | John Leckie                                                     | 1995 | [ 42 ] |
| "Fast-Track"                                                      | Lado B de "Pyramid Song" (CD2)                  | Nigel Godrich Radiohead                                         | 2001 | [ 51 ] |
| "Faust Arp"                                                       | In Rainbows                                     | Nigel Godrich                                                   | 2007 | [ 34 ] |
| "Feral"                                                           | The King of Limbs                               | Nigel Godrich                                                   | 2011 | [ 44 ] |
| "Fitter Happier"                                                  | OK Computer                                     | Nigel Godrich                                                   | 1997 | [ 37 ] |
| "Fog"                                                             | Lado B de "Knives Out" (CD2)                    | Nigel Godrich Radiohead                                         | 2001 | [ 52 ] |
| "Follow Me Around"                                                | Kid A Mnesia                                    | Nigel Godrich Radiohead                                         | 2021 | [ 53 ] |
| "Ful Stop"                                                        | A Moon Shaped Pool                              | Nigel Godrich                                                   | 2016 | [ 45 ] |
| "Gagging Order"                                                   | Lado B de "Go to Sleep" (CD2)                   | Radiohead                                                       | 2003 | [ 54 ] |
| "Give Up the Ghost"                                               | The King of Limbs                               | Nigel Godrich                                                   | 2011 | [ 44 ] |
| "Glass Eyes"                                                      | A Moon Shaped Pool                              | Nigel Godrich                                                   | 2016 | [ 45 ] |
| "The Gloaming"                                                    | Hail to the Thief                               | Nigel Godrich Radiohead                                         | 2003 | [ 35 ] |
| "Go Slowly"                                                       | In Rainbows Disk 2                              | Nigel Godrich                                                   | 2007 | [ 36 ] |
| "Go to Sleep"                                                     | Hail to the Thief                               | Nigel Godrich Radiohead                                         | 2003 | [ 35 ] |
| "Harry Patch (In Memory Of)"                                      | —                                               | Radiohead                                                       | 2009 | [ 21 ] |
| "High and Dry"                                                    | The Bends                                       | Radiohead Jim Warren ‡                                          | 1995 | [ 42 ] |
| "House of Cards"                                                  | In Rainbows                                     | Nigel Godrich                                                   | 2007 | [ 34 ] |
| "How Can You Be Sure?"                                            | Lado B de "Fake Plastic Trees"                  | John Leckie                                                     | 1995 | [ 55 ] |
| "How Do You?"                                                     | Pablo Honey                                     | Sean Slade Paul Q. Kolderie                                     | 1993 | [ 39 ] |
| "How I Made My Millions"                                          | Lado B de "No Surprises"                        | Nigel Godrich Radiohead                                         | 1998 | [ 56 ] |
| "How to Disappear Completely"                                     | Kid A                                           | Nigel Godrich Radiohead                                         | 2000 | [ 50 ] |
| "Hunting Bears"                                                   | Amnesiac                                        | Nigel Godrich Radiohead                                         | 2001 | [ 49 ] |
| "I Am a Wicked Child"                                             | Lado B de "Go to Sleep" (CD2)                   | Radiohead                                                       | 2003 | [ 54 ] |
| "I Am Citizen Insane"                                             | Lado B de "Go to Sleep" (CD1)                   | Radiohead                                                       | 2003 | [ 57 ] |
| "I Can't"                                                         | Pablo Honey                                     | Chris Hufford                                                   | 1993 | [ 39 ] |
| "I Might Be Wrong"                                                | Amnesiac                                        | Nigel Godrich Radiohead                                         | 2001 | [ 49 ] |
| "I Promise"                                                       | OK Computer OKNOTOK 1997 2017                   | Nigel Godrich                                                   | 2017 | [ 58 ] |
| "I Want None of This"                                             | Help!: A Day in the Life                        | War Child                                                       | 2005 | [ 59 ] |
| "I Will"                                                          | Hail to the Thief                               | Nigel Godrich Radiohead                                         | 2003 | [ 35 ] |
| "Identikit"                                                       | A Moon Shaped Pool                              | Nigel Godrich                                                   | 2016 | [ 45 ] |
| "Idioteque"                                                       | Kid A                                           | Nigel Godrich Radiohead                                         | 2000 | [ 50 ] |
| "If You Say the Word"                                             | Kid A Mnesia                                    | Nigel Godrich Radiohead                                         | 2021 | [ 53 ] |
| "Ill Wind"                                                        | A Moon Shaped Pool (edição especial)            | Nigel Godrich                                                   | 2016 | [ 60 ] |
| "In Limbo"                                                        | Kid A                                           | Nigel Godrich Radiohead                                         | 2000 | [ 50 ] |
| "India Rubber"                                                    | Lado B de "Fake Plastic Trees"                  | Radiohead                                                       | 1995 | [ 55 ] |
| "Inside My Head"                                                  | Lado B de "Creep"                               | Sean Slade Paul Q. Kolderie                                     | 1992 | [ 61 ] |
| "Jigsaw Falling into Place"                                       | In Rainbows                                     | Nigel Godrich                                                   | 2007 | [ 34 ] |
| "Just"                                                            | The Bends                                       | John Leckie                                                     | 1995 | [ 42 ] |
| "Karma Police"                                                    | OK Computer                                     | Nigel Godrich                                                   | 1997 | [ 37 ] |
| "Kid A"                                                           | Kid A                                           | Nigel Godrich Radiohead                                         | 2000 | [ 50 ] |
| "Killer Cars"                                                     | Lado B de "Planet Telex" / "High and Dry" (CD2) | John Leckie                                                     | 1995 | [ 62 ] |
| "Kinetic"                                                         | Lado B de "Pyramid Song" (CD2)                  | Nigel Godrich Radiohead                                         | 2001 | [ 51 ] |
| "Knives Out"                                                      | Amnesiac                                        | Nigel Godrich Radiohead                                         | 2001 | [ 49 ] |
| "Last Flowers"                                                    | In Rainbows Disk 2                              | Nigel Godrich                                                   | 2007 | [ 36 ] |
| "Let Down"                                                        | OK Computer                                     | Nigel Godrich                                                   | 1997 | [ 37 ] |
| "Lewis (Mistreated)"                                              | My Iron Lung                                    | John Leckie                                                     | 1994 | [ 63 ] |
| "Life in a Glasshouse"                                            | Amnesiac                                        | Nigel Godrich Radiohead                                         | 2001 | [ 49 ] |
| "Lift"                                                            | OK Computer OKNOTOK 1997 2017                   | Nigel Godrich                                                   | 2017 | [ 58 ] |
| "Like Spinning Plates"                                            | Amnesiac                                        | Nigel Godrich Radiohead                                         | 2001 | [ 49 ] |
| "Little by Little"                                                | The King of Limbs                               | Nigel Godrich                                                   | 2011 | [ 44 ] |
| "Lotus Flower"                                                    | The King of Limbs                               | Nigel Godrich                                                   | 2011 | [ 44 ] |
| "Lozenge of Love"                                                 | My Iron Lung                                    | John Leckie                                                     | 1994 | [ 63 ] |
| "Lucky"                                                           | The Help Album                                  | Nigel Godrich                                                   | 1995 | [ 64 ] |
| "Lull"                                                            | Lado B de "Karma Police"                        | Nigel Godrich Radiohead                                         | 1997 | [ 65 ] |
| "Lurgee"                                                          | Pablo Honey                                     | Chris Hufford                                                   | 1993 | [ 39 ] |
| "Man of War"                                                      | OK Computer OKNOTOK 1997 2017                   | Nigel Godrich                                                   | 2017 | [ 58 ] |
| "Maquiladora"                                                     | Lado B de "Planet Telex" / "High and Dry" (CD1) | John Leckie                                                     | 1995 | [ 66 ] |
| "Meeting in the Aisle"                                            | Lado B de "Karma Police"                        | Nigel Godrich Radiohead                                         | 1997 | [ 65 ] |
| "Melatonin"                                                       | Lado B de "Paranoid Android" (CD2)              | Nigel Godrich Radiohead                                         | 1997 | [ 67 ] |
| "Million Dollar Question"                                         | Lado B de "Creep"                               | Sean Slade Paul Q. Kolderie                                     | 1992 | [ 61 ] |
| "MK 1"                                                            | In Rainbows Disk 2                              | Nigel Godrich                                                   | 2007 | [ 36 ] |
| "MK 2"                                                            | In Rainbows Disk 2                              | Nigel Godrich                                                   | 2007 | [ 36 ] |
| "Molasses"                                                        | Lado B de "Street Spirit (Fade Out)" (CD2)      | Nigel Godrich Radiohead                                         | 1996 | [ 40 ] |
| "Morning Bell"                                                    | Kid A                                           | Nigel Godrich Radiohead                                         | 2000 | [ 50 ] |
| "Morning Bell/Amnesiac"                                           | Amnesiac                                        | Nigel Godrich Radiohead                                         | 2001 | [ 49 ] |
| "Morning Mr Magpie"                                               | The King of Limbs                               | Nigel Godrich                                                   | 2011 | [ 44 ] |
| "Motion Picture Soundtrack"                                       | Kid A                                           | Nigel Godrich Radiohead                                         | 2000 | [ 50 ] |
| "My Iron Lung"                                                    | The Bends                                       | John Leckie                                                     | 1995 | [ 42 ] |
| "Myxomatosis"                                                     | Hail to the Thief                               | Nigel Godrich Radiohead                                         | 2003 | [ 35 ] |
| "The National Anthem"                                             | Kid A                                           | Nigel Godrich Radiohead                                         | 2000 | [ 50 ] |
| "(Nice Dream)"                                                    | The Bends                                       | John Leckie                                                     | 1995 | [ 42 ] |
| "No Surprises"                                                    | OK Computer                                     | Nigel Godrich                                                   | 1997 | [ 37 ] |
| "Nothing Touches Me"                                              | Pablo Honey (edição de colecionador)            | Sean Slade Paul Q. Kolderie                                     | 2009 | [ 68 ] |
| "Nude"                                                            | In Rainbows                                     | Nigel Godrich                                                   | 2007 | [ 34 ] |
| "The Numbers"                                                     | A Moon Shaped Pool                              | Nigel Godrich                                                   | 2016 | [ 45 ] |
| "Optimistic"                                                      | Kid A                                           | Nigel Godrich Radiohead                                         | 2000 | [ 50 ] |
| "Packt Like Sardines in a Crushd Tin Box"                         | Amnesiac                                        | Nigel Godrich Radiohead                                         | 2001 | [ 49 ] |
| "Palo Alto"                                                       | Lado B de "No Surprises"                        | Nigel Godrich Radiohead                                         | 1998 | [ 56 ] |
| "Paperbag Writer"                                                 | Lado B de "There There"                         | Nigel Godrich Radiohead                                         | 2003 | [ 70 ] |
| "Paranoid Android"                                                | OK Computer                                     | Nigel Godrich                                                   | 1997 | [ 37 ] |
| "Pearly*"                                                         | Lado B de "Paranoid Android" (CD1)              | Nigel Godrich Radiohead                                         | 1997 | [ 72 ] |
| "Permanent Daylight"                                              | My Iron Lung                                    | Nigel Godrich Radiohead                                         | 1994 | [ 63 ] |
| "Planet Telex"                                                    | The Bends                                       | John Leckie                                                     | 1995 | [ 42 ] |
| "Polyethylene (Parts 1 & 2)"                                      | Lado B de "Paranoid Android" (CD1)              | Nigel Godrich Radiohead                                         | 1997 | [ 72 ] |
| "Pop Is Dead"                                                     | —                                               | Jim Warren Radiohead                                            | 1993 | [ 41 ] |
| "Present Tense"                                                   | A Moon Shaped Pool                              | Nigel Godrich                                                   | 2016 | [ 45 ] |
| "Prove Yourself"                                                  | Drill                                           | Chris Hufford                                                   | 1992 | [ 73 ] |
| "Pulk/Pull Revolving Doors"                                       | Amnesiac                                        | Nigel Godrich Radiohead                                         | 2001 | [ 49 ] |
| "Punchdrunk Lovesick Singalong"                                   | My Iron Lung                                    | John Leckie                                                     | 1994 | [ 63 ] |
| "A Punchup at a Wedding"                                          | Hail to the Thief                               | Nigel Godrich Radiohead                                         | 2003 | [ 35 ] |
| "Pyramid Song"                                                    | Amnesiac                                        | Nigel Godrich Radiohead                                         | 2001 | [ 49 ] |
| "Reckoner"                                                        | In Rainbows                                     | Nigel Godrich                                                   | 2007 | [ 34 ] |
| "A Reminder"                                                      | Lado B de "Paranoid Android" (CD2)              | Nigel Godrich Radiohead                                         | 1997 | [ 67 ] |
| "Ripcord"                                                         | Pablo Honey                                     | Sean Slade Paul Q. Kolderie                                     | 1993 | [ 39 ] |
| "Sail to the Moon"                                                | Hail to the Thief                               | Nigel Godrich Radiohead                                         | 2003 | [ 35 ] |
| "Scatterbrain"                                                    | Hail to the Thief                               | Nigel Godrich Radiohead                                         | 2003 | [ 35 ] |
| "Separator"                                                       | The King of Limbs                               | Nigel Godrich                                                   | 2011 | [ 44 ] |
| "Sit Down. Stand Up"                                              | Hail to the Thief                               | Nigel Godrich Radiohead                                         | 2003 | [ 35 ] |
| "Spectre"                                                         | —                                               | Nigel Godrich                                                   | 2015 | [ 28 ] |
| "Staircase"                                                       | The King of Limbs: Live from the Basement       | Nigel Godrich Radiohead                                         | 2011 | [ 48 ] |
| "Stop Whispering"                                                 | Pablo Honey                                     | Sean Slade Paul Q. Kolderie                                     | 1993 | [ 39 ] |
| "Street Spirit (Fade Out)"                                        | The Bends                                       | John Leckie                                                     | 1995 | [ 42 ] |
| "Stupid Car"                                                      | Drill                                           | Chris Hufford                                                   | 1992 | [ 73 ] |
| "Subterranean Homesick Alien"                                     | OK Computer                                     | Nigel Godrich                                                   | 1997 | [ 37 ] |
| "Sulk"                                                            | The Bends                                       | John Leckie                                                     | 1995 | [ 42 ] |
| "Supercollider"                                                   | —                                               | Nigel Godrich Radiohead                                         | 2011 | [ 25 ] |
| "Talk Show Host"                                                  | Lado B de "Street Spirit (Fade Out)" (CD1)      | John Leckie                                                     | 1996 | [ 43 ] |
| "There There"                                                     | Hail to the Thief                               | Nigel Godrich Radiohead                                         | 2003 | [ 35 ] |
| "These Are My Twisted Words"                                      | —                                               | Nigel Godrich                                                   | 2009 | [ 74 ] |
| "Thinking About You"                                              | Drill                                           | Chris Hufford                                                   | 1992 | [ 73 ] |
| "Tinker Tailor Soldier Sailor Rich Man Poor Man Beggar Man Thief" | A Moon Shaped Pool                              | Nigel Godrich                                                   | 2016 | [ 45 ] |
| "The Tourist"                                                     | OK Computer                                     | Nigel Godrich                                                   | 1997 | [ 37 ] |
| "Trans-Atlantic Drawl"                                            | Lado B de "Pyramid Song" (CD1)                  | Nigel Godrich Radiohead                                         | 2001 | [ 38 ] |
| "Treefingers"                                                     | Kid A                                           | Nigel Godrich Radiohead                                         | 2000 | [ 50 ] |
| "The Trickster"                                                   | My Iron Lung                                    | John Leckie                                                     | 1994 | [ 63 ] |
| "True Love Waits" (ao vivo)                                       | I Might Be Wrong: Live Recordings               | Nigel Godrich (A Moon Shaped Pool)                              | 2001 | [ 75 ] |
| "Up on the Ladder"                                                | In Rainbows Disk 2                              | Nigel Godrich                                                   | 2007 | [ 36 ] |
| "Vegetable"                                                       | Pablo Honey                                     | Sean Slade Paul Q. Kolderie                                     | 1993 | [ 39 ] |
| "Videotape"                                                       | In Rainbows                                     | Nigel Godrich                                                   | 2007 | [ 34 ] |
| "We Suck Young Blood"                                             | Hail to the Thief                               | Nigel Godrich Radiohead                                         | 2003 | [ 35 ] |
| "Weird Fishes/Arpeggi"                                            | In Rainbows                                     | Nigel Godrich                                                   | 2007 | [ 34 ] |
| "Where Bluebirds Fly"                                             | Lado B de "There There"                         | Radiohead                                                       | 2003 | [ 70 ] |
| "Where I End and You Begin"                                       | Hail to the Thief                               | Nigel Godrich Radiohead                                         | 2003 | [ 35 ] |
| "A Wolf at the Door"                                              | Hail to the Thief                               | Nigel Godrich Radiohead                                         | 2003 | [ 35 ] |
| "Worrywort"                                                       | Lado B de "Knives Out" (CD2)                    | Nigel Godrich Radiohead                                         | 2001 | [ 52 ] |
| "Yes I Am"                                                        | Lado B de "Creep" (relançamento)                | Radiohead                                                       | 1993 | [ 76 ] |
| "You"                                                             | Drill                                           | Chris Hufford (Drill) Sean Slade Paul Q. Kolderie (Pablo Honey) | 1992 | [ 73 ] |
| "You and Whose Army?"                                             | Amnesiac                                        | Nigel Godrich Radiohead                                         | 2001 | [ 49 ] |
| "You Never Wash Up After Yourself" (ao vivo)                      | My Iron Lung                                    | Jim Warren                                                      | 1994 | [ 63 ] |

## Canções não lançadas
Radiohead escreveu várias canções que não foram lançadas oficialmente. Performances ao vivo de muitas das canções circulam como bootlegs. Questionado em 2013 sobre o status das músicas inéditas, o produtor Nigel Godrich disse: "Tudo virá à tona um dia [...] tudo existe [...] e então eventualmente chegarão lá, tenho certeza." Ele citou "Nude", escrito na década de 1990 mas lançado em 2007, como um exemplo de uma música que levou anos para ser concluída.
| Canção                                               | Notas |
| ---------------------------------------------------- | --- |
| "Come to Your Senses"                                | Radiohead apresentou "Come to Your Senses" em 2006 em uma checagem de som no Hearst Greek Theatre em Berkeley, Califórnia. Um bootleg de um minuto foi divulgado antes que um bootleg completo aparecesse em junho de 2018. De acordo com a Consequence of Sound, a canção não se parece com outras músicas escritas pela banda, contendo elementos de country e folk.                                       |
| "Cut a Hole"                                         | Radiohead estreou "Cut a Hole" na turnê de King of Limbs em 2012. A música chega gradualmente ao clímax, com letras "ameaçadoras" sobre uma "conexão de longa distância". A NME descreveu-a como "um gloomathon atmosférico e inconstante" com as "vocais de fundo de Thom, culminando com algumas de suas notas mais altas desde OK Computer".                                                              |
| "I Froze Up"                                         | Yorke estreou "I Froze Up" num piano Rhodes durante uma performance num webcast em 2002. Em 2010, ele cantou a música novamente em uma apresentação solo em Cambridge, Inglaterra, e dois meses depois em Chicago durante uma turnê com a Atoms for Peace. A Rolling Stone descreveu-a como "esparsa" e "assustadora".                                                                                       |
| "I Lie Awake"                                        | Apresentada em checagens de som durante a turnê de 2006 de Radiohead. |
| "Open the Floodgates" / "Porous"                     | "Open the Floodgates", também referida por Colin Greenwood como "Porous", data de pelo menos 2006. Yorke estreou no piano ao lado de "I Froze Up" em 2010. |
| "Riding a Bullet"                                    | Apresentada em checagens de som durante a turnê de In Rainbows em 2008. |
| "Skirting on the Surface" / "Skating on the Surface" | Variações do título aparecem no site de Radiohead desde 1997. Yorke estreou "Skirting on the Surface" em 2009 em uma versão solo de piano durante a turnê com sua banda Atoms for Peace. Foi apresentada pela primeira vez em 2012 em um arranjo que a Pitchfork descreveu como um "groover lento e sombrio". Em maio de 2021, Yorke e Jonny Greenwood apresentaram uma nova versão com sua banda The Smile. |
| "Slave"                                              | Yorke mencionou "Slave" em uma entrevista de 2008, e disse que a enviaria a Goderich para mixar naquela noite. |
| "Wake Me"                                            | Apresentada em checagens de som durante a turnê de In Rainbows em 2008. |